# 7ª Brigata fucilieri motorizzata delle guardie "Čystjakove"
La 7ª Brigata autonoma fucilieri motorizzata delle guardie "Čystjakove" (in russo 7-я отдельная гвардейская мотострелковая Чистяковская бригада?, 7-ja otdel'naja gvardejskaja motostrelkovaja Čistjakovskaja brigada, unità militare 40321, in precedenza 08807) è un'unità di fanteria meccanizzata delle Forze terrestri russe, subordinata alla 3ª Armata combinata delle guardie del Distretto militare meridionale e con base a Brjanka.

## Storia
La brigata è stata costituita a Čystjakove l'8 novembre 2014, sulla base di reparti della Milizia Popolare di Lugansk reclutate da Igor' Girkin a Slov'jans'k, dove avevano combattuto durante l'estate con lo scoppio della guerra del Donbass. Nel gennaio 2015 i reparti corazzati della brigata hanno preso parte alla battaglia dell'aeroporto di Donec'k. Successivamente l'unità ha combattuto durante la battaglia di Debal'ceve, attaccando la città da sud-ovest. Per i meriti dimostrati è stata ufficialmente intitolata a Čystjakove, luogo di fondazione della brigata, riprendendo inoltre la denominazione della 127ª Divisione dell'Armata Rossa che contribuì a liberare il Donbass nel 1943.
Fra il 2015 e il 2016 la brigata ha subito pesanti perdite a causa dell'incompetenza del suo comandante, il colonnello delle forze armate russe Aleksandr Bušuev, per le quali quattro ufficiali russi di stanza in Donbass hanno scritto un appello all'Accademia Militare dello Stato Maggiore di Mosca denunciandolo come "lo zimbello dell'esercito russo" e chiedendone la rimozione. Il 3 luglio 2016 Bušuev è stato ucciso dall'esplosione di una mina nei pressi di Charcyz'k. Il 10 ottobre 2018 il Capo della Repubblica Popolare di Lugansk, Leonid Pasečnik, ha conferito alla brigata il titolo di unità delle guardie. Con il raffreddarsi del conflitto la brigata è rimasta schierata nel settore fra Horlivka e Alčevs'k, lungo l'autostrada Bachmut-Debal'ceve, venendo rinforzata dal 12º Battaglione di difesa territoriale (unità militare 12265).

### Invasione russa dell'Ucraina
Durante l'invasione russa dell'Ucraina del 2022 la brigata è stata impiegata sul fronte del Donbass, prendendo parte ai combattimenti presso Rubižne e in seguito alla battaglia di Sjevjerodonec'k. Dopo la caduta di Sjevjerodonec'k e Lysyčans'k ha continuato ad avanzare verso ovest, occupando alcuni villaggi in direzione di Sivers'k. Alla fine del 2022 tutte le milizie del Donbass sono state integrate organicamente nell'esercito regolare russo, venendo subordinate all'8ª Armata combinata. Durante tutto il 2023 ha combattuto in direzione di Bilohorivka senza mai riuscire a prendere posizione nel villaggio difeso dalle forze ucraine. È rimasta impiegata nello stesso settore anche nel corso del 2024, tentando nuovamente di avanzare nel mese di settembre e venendo respinta dall'81ª Brigata aeromobile. Il 16 novembre il comandante della brigata, colonnello Fedor Beloglazov, è stato arrestato nell'ambito di una massiccia epurazione della leadership della 3ª Armata, con l'accusa di aver nascosto al comando supremo le perdite e la reale situazione sul campo di battaglia del fronte di Sivers'k, ingannando i propri superiori con false conquiste territoriali.

## Struttura
- Comando di brigata[1]
- 1º Battaglione fucilieri motorizzato
- 2º Battaglione fucilieri motorizzato
- 3º Battaglione fucilieri motorizzato
- 310º Battaglione fucilieri (unità militare 78535)
- Battaglione corazzato (T-72B3)
- Gruppo d'artiglieria
  - Battaglione artiglieria campale (D-20)
  - Battaglione artiglieria semovente (2S19 Msta-S)
  - Battaglione artiglieria lanciarazzi (BM-21 Grad)
- Battaglione artiglieria missilistica contraerei (Tor-M1)
- Compagnia ricognizione
- Compagnia comunicazioni
- Compagnia logistica
- Compagnia manutenzione
- Compagnia medica
- Plotone cecchini

## Comandanti
- Maggior generale Michail Nikolaev (novembre 2014 - settembre 2015)[3]
- Colonnello Aleksandr Bušuev (settembre 2015 - luglio 2016) †[5]
- Colonnello A. Kozyrenko (luglio 2016 - ottobre 2017)
- Colonnello R. Vodoždok (ottobre 2017 - settembre 2018)
- Colonnello Leonid Ryžov (2020 - 2022)[15]
- Colonnello Fëdor Beloglazov (2022 - novembre 2024)[16]